# Dămienești
Dămienești è un comune della Romania di 1 921 abitanti, ubicato nel distretto di Bacău, nella regione storica della Moldavia.
Il comune è formato dall'unione di 4 villaggi: Călugareni, Damienești, Drăgești, Pădureni.